# Orient Princess
Die Orient Princess ist ein 1967 als Yaohua in Dienst gestelltes Passagierschiff der Volksrepublik China. Sie stand bis 1982 im Linienverkehr nach Ostafrika und Fernost in Dienst und wurde anschließend bis 2003 als Kreuzfahrtschiff betrieben. Seinen jetzigen Namen erhielt das Schiff 1987. Die Orient Princess wurde nach ihrer Ausmusterung zu einer Touristenattraktion mit Restaurants in Tianjin umgebaut.

## Geschichte
Die Yaohua (auch Yao Hua geschrieben) entstand unter der Baunummer N23 in der Werft von Chantiers de l’Atlantique in Saint-Nazaire und lief am 10. Dezember 1966 vom Stapel. Nach ihrer Ablieferung an die staatliche China Ocean Shipping Company am 20. August nahm sie den Liniendienst von China nach Ostafrika auf. Die Yaohua war das erste, für die Volksrepublik China erbaute große Linienpassagierschiff und wurde zum Flaggschiff der chinesischen Handelsflotte.

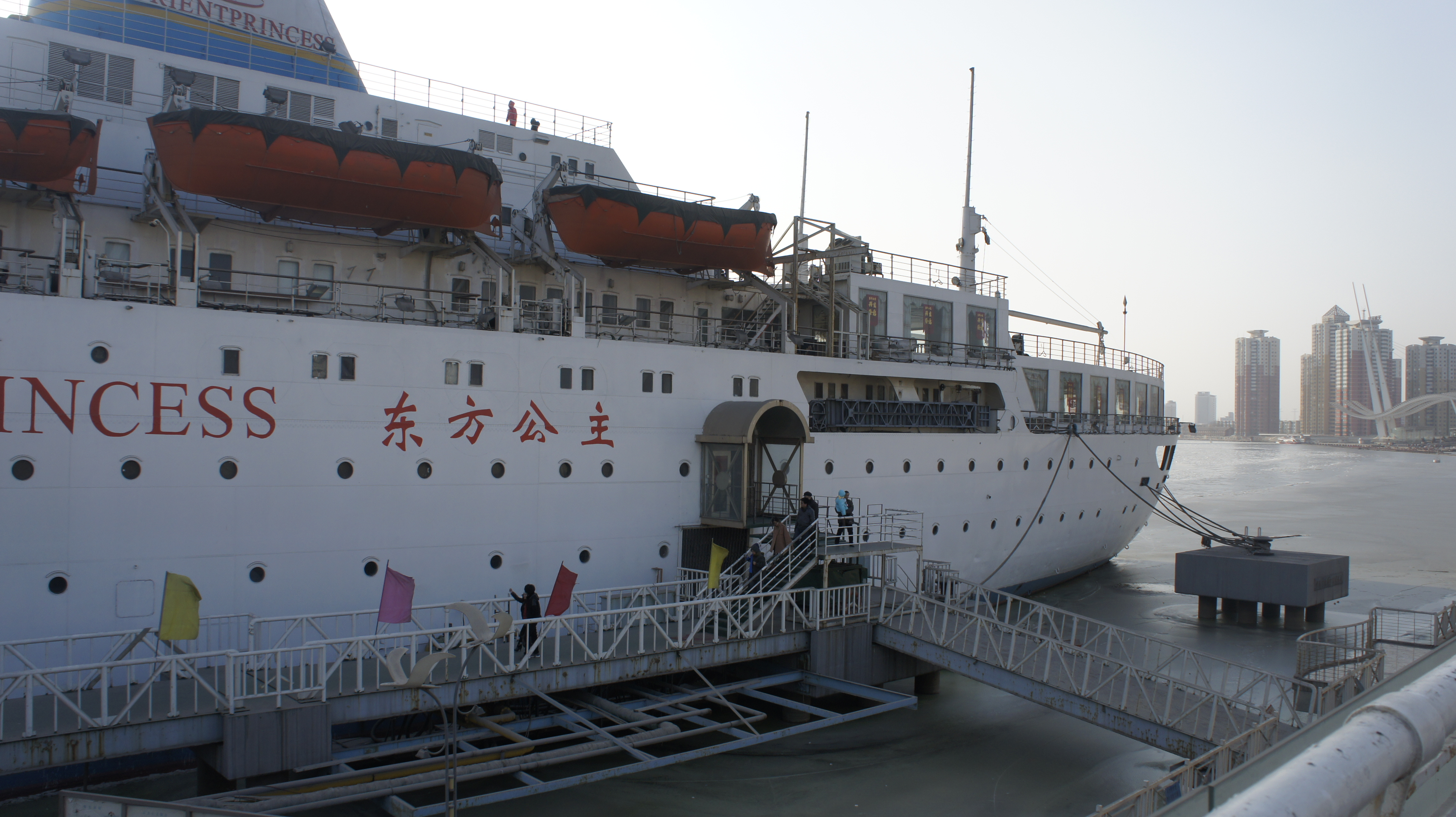
Die Orient Princess im Februar 2011

In den 1970er Jahren wechselte das Schiff in den Fernost-Dienst. Nachdem der Liniendienst unrentabel wurde, wechselte das Schiff 1982 in den Kreuzfahrtdienst und stand nach Umbauarbeiten ab März 1983 unter der Bereederung von Salén Lindblad Cruises im Einsatz. Die nun auch in westlichen Ländern vermarktete Yaohua bot unter anderem Kreuzfahrten auf dem Jangtsekiang und entlang der chinesischen Küste an. 1987 erhielt sie den neuen Namen Orient Princess.
In den folgenden Jahren stand die Orient Princess für verschiedene Reeder im Einsatz, zuletzt fuhr sie für die in Panama ansässigen Pallister Group. Am 11. April 2003 wurde dem Schiff im Hafen von Guangzhou der Weiterbetrieb aufgrund nicht bezahlter Löhne der Besatzung verweigert. Dies bedeutete das Ende der aktiven Dienstzeit der Orient Princess nach 36 Jahren. Das Schiff wurde verkauft, nach Tianjin überführt und dort für seine Rolle als schwimmende Touristenattraktion mit zwei großen Restaurants umgebaut. Hierbei erhielt es unter anderem zusätzliche Aufbauten mit großen Fensterflächen am Heck. Die Orient Princess ist eines der letzten noch erhaltenen Linienpassagierschiffe.
Am 18. November 2024 brach während Renovierungsarbeiten ein Brand an Bord der Orient Princess aus, der zwar nach einer Stunde gelöscht werden konnte, aber großen Schaden am Heck des Schiffes verursachte und unter anderem die beim Umbau 2003 hinzugefügten Aufbauten zerstörte. Brandursache waren bei den Renovierungsarbeiten entstandene Funken, die Isolierungsmaterial entzündeten.